# Hans Gottstein

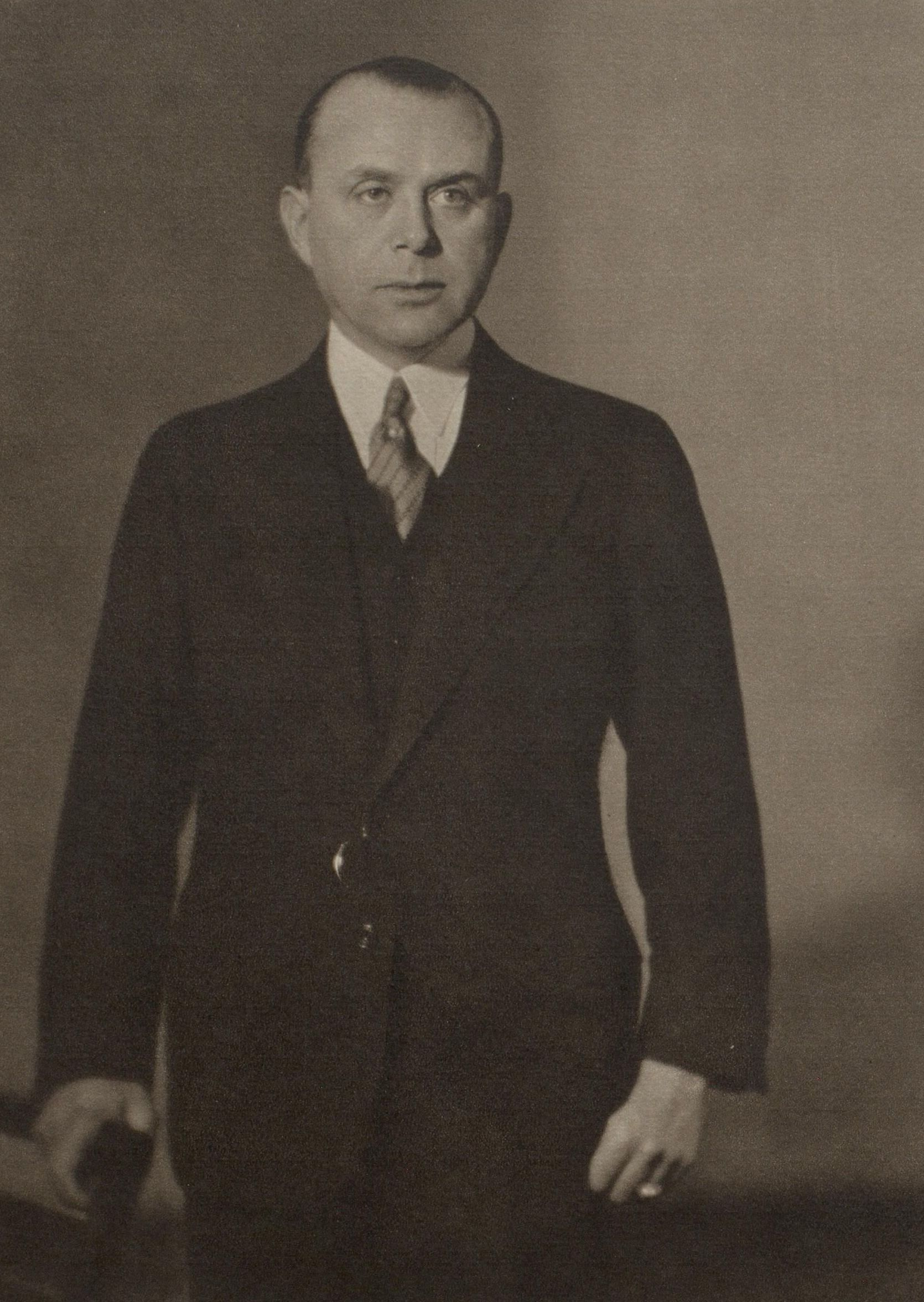
Hans Gottstein

Hans Gottstein (* 12. August 1887 in Liebau in Schlesien; † 29. Juli 1965 in London) war ein deutscher Industrieller.

## Leben und Tätigkeit
Gottstein studierte an den Technischen Hochschulen Dresden und München sowie an der Universität München.
1909 trat Gottstein in die von seinem Vater Leo Gottstein gegründete Feldmühle, Papier- und Zellstoffwerke AG in Stettin ein. 1913 wurde er in den Vorstand des Unternehmens aufgenommen und 1922 wurde ihm der Posten des Generaldirektors übertragen. Daneben war Gottstein Aufsichtsratsvorsitzender der Pommerschen Zellstoffabrik Schwolin und Mitglied des Aufsichtsrats von sechs weiteren Firmen. Des Weiteren war er stellvertretender Vorsitzender des Vereins der Industriellen Pommerns und Vorsitzender der Handelspolitischen Kommission des Vereins Deutscher Papierfabrikanten sowie des Vereins Deutscher Zellstoffabrikanten. Ferner war er Mitglied des exklusiven Deutschen Herrenklubs.
Nach der Machtübernahme der Nationalsozialisten in Deutschland emigrierte Gottstein 1935 oder 1936 nach London. Von den nationalsozialistischen Machthabern wurde Gottstein in der zweiten Hälfte der 1930er Jahre ausgebürgert; seine Ausbürgerung wurde im Reichsanzeiger bekannt gegeben (hier als "Hans Israel Gottstein").